# Anthomyia friesiana
Anthomyia friesiana är en tvåvingeart som först beskrevs av Bouche 1834.  Anthomyia friesiana ingår i släktet Anthomyia och familjen blomsterflugor.
Artens utbredningsområde är Tyskland. Inga underarter finns listade i Catalogue of Life.